# Liste des jardins portant le label Jardin remarquable en Centre-Val de Loire
Cet article recense les jardins possédant le label « jardin remarquable » en Centre-Val de Loire, en France.
Au début 2024, la région compte 29 jardins ainsi labellisés.

## Liste
| Jardin                                      | Département    | Commune             | Année | Coordonnées                 | Photo                          |
| ------------------------------------------- | -------------- | ------------------- | ----- | --------------------------- | ------------------------------ |
| Jardins du château d'Ainay-le-Vieil         | Cher           | Ainay-le-Vieil      | 2018  | 46° 40′ 03″ N, 2° 33′ 03″ E |                                |
| Parc floral d'Apremont                      | Cher           | Apremont-sur-Allier | 2004  | 46° 54′ 29″ N, 3° 02′ 52″ E |                                |
| Jardin des Prés-Fichaux                     | Cher           | Bourges             | 2004  | 47° 06′ 08″ N, 2° 24′ 17″ E |                                |
| Parc du château de Pesselières              | Cher           | Jalognes            | 2013  | 47° 12′ 56″ N, 2° 46′ 43″ E |                                |
| Parc du château de Jussy                    | Cher           | Jussy-Champagne     | 2019  | 46° 59′ 06″ N, 2° 38′ 55″ E |                                |
| Jardins du prieuré d'Orsan                  | Cher           | Maisonnais          | 2004  | 46° 39′ 36″ N, 2° 14′ 42″ E |                                |
| Jardin de Marie                             | Cher           | Neuilly-en-Sancerre | 2018  | 47° 17′ 39″ N, 2° 40′ 28″ E |                                |
| Pré Catelan                                 | Eure-et-Loir   | Illiers-Combray     | 2004  | 48° 17′ 57″ N, 1° 14′ 20″ E |                                |
| Parc du château                             | Indre          | Azay-le-Ferron      | 2011  | 46° 52′ 02″ N, 1° 04′ 39″ E |                                |
| Jardins du château de Bouges                | Indre          | Bouges-le-Château   | 2004  | 47° 02′ 28″ N, 1° 40′ 23″ E |                                |
| Jardin du domaine de George Sand            | Indre          | Nohant-Vic          | 2008  | 46° 37′ 31″ N, 1° 58′ 26″ E |                                |
| Domaine de Poulaines                        | Indre          | Poulaines           | 2015  | 47° 09′ 09″ N, 1° 39′ 54″ E |                                |
| Jardin du château d'Amboise                 | Indre-et-Loire | Amboise             | 2017  | 47° 24′ 47″ N, 0° 59′ 05″ E |                                |
| Parcs et jardins du château de Valmer       | Indre-et-Loire | Chançay             | 2004  | 47° 27′ 25″ N, 0° 53′ 15″ E |                                |
| Village-jardin de Chédigny                  | Indre-et-Loire | Chédigny            | 2013  | 47° 12′ 37″ N, 0° 59′ 11″ E |                                |
| Parc et jardins du château de Chenonceau    | Indre-et-Loire | Chenonceaux         | 2004  | 47° 19′ 52″ N, 1° 04′ 00″ E |                                |
| Jardins du château du Rivau                 | Indre-et-Loire | Lémeré              | 2004  | 47° 06′ 09″ N, 0° 19′ 02″ E |                                |
| Jardin du manoir des Basses-Rivières        | Indre-et-Loire | Rochecorbon         | 2022  | 47° 24′ 30″ N, 0° 44′ 53″ E |                                |
| Jardin des Prébendes d'Oé                   | Indre-et-Loire | Tours               | 2004  | 47° 23′ 09″ N, 0° 41′ 02″ E |                                |
| Arboretum de la Martinière                  | Indre-et-Loire | Veigné              | 2017  | 47° 17′ 15″ N, 0° 44′ 43″ E |                                |
| Jardins du château de Villandry             | Indre-et-Loire | Villandry           | 2004  | 47° 19′ 50″ N, 0° 29′ 12″ E |                                |
| Roseraie des terrasses de l'évêché          | Loir-et-Cher   | Blois               | 2004  | 47° 35′ 18″ N, 1° 20′ 07″ E |                                |
| Domaine régional de Chaumont-sur-Loire      | Loir-et-Cher   | Chaumont-sur-Loire  | 2009  | 47° 28′ 43″ N, 1° 10′ 46″ E |                                |
| Jardin du Plessis-Sasnières                 | Loir-et-Cher   | Sasnières           | 2004  | 47° 43′ 04″ N, 0° 55′ 56″ E |                                |
| Jardin du château de Talcy                  | Loir-et-Cher   | Talcy               | 2022  | 47° 46′ 09″ N, 1° 26′ 41″ E |                                |
| Potager du jardin du château de La Bussière | Loiret         | La Bussière         | 2004  | 47° 44′ 50″ N, 2° 44′ 58″ E |                                |
| Arboretum des Grandes Bruyères              | Loiret         | Ingrannes           | 2004  | 47° 58′ 42″ N, 2° 13′ 00″ E |                                |
| Jardins de Roquelin                         | Loiret         | Meung-sur-Loire     | 2011  | 47° 50′ 39″ N, 1° 42′ 13″ E |                                |
| Parc du manoir de la Javelière              | Loiret         | Montbarrois         | 2012  | 48° 02′ 38″ N, 2° 24′ 32″ E |                                |
| Jardin personnel d'André Eve                | Loiret         | Pithiviers          | 2021  | 48° 10′ 13″ N, 2° 15′ 09″ E |                                |
| Parc floral de la Source                    | Loiret         | Saint-Cyr-en-Val    | 2009  | 47° 50′ 47″ N, 1° 56′ 26″ E |                                |
| Jardins du manoir du Grand Courtoiseau      | Loiret         | Triguères           | 2004  | 47° 56′ 19″ N, 2° 57′ 58″ E |                                |
| Village-jardin de Yèvre-le-Châtel           | Loiret         | Yèvre-le-Châtel     | 2022  | 48° 09′ 36″ N, 2° 20′ 06″ E | Yèvre-le-Châtel - Vue générale |